# Alan Emtage
 (novembre 2019).
Le contenu est difficilement compréhensible vu les erreurs de traduction, qui sont peut-être dues à l'utilisation d'un logiciel de traduction automatique.
Alan Emtage, né le 27 novembre 1964, est un informaticien connu pour avoir conçu et mis en œuvre la première version de Archie, le premier moteur de recherche sur internet, qui permettait de localiser les contenus disponibles sur les serveurs FTP publics.

## Biographie
Alan Emtage est le fils de Sir Stephen et Lady Emtage. Il est né à la Barbade. Il y fréquente le lycée « Harrison College » de 1975 à 1983. Il y obtient la bourse Barbados Scholarship en étant le premier de sa classe. En 1981, il achète un Sinclair ZX81 avec 1K de mémoire vive. 
En 1983, Emtage entre à l'Université McGill à Montréal, pour obtenir un baccalauréat universitaire en informatique. Il continue ses études avec un master en 1987 et obtient son diplôme en 1991. Emtage fait partie de l'équipe qui a créé le premier lien Internet dans l'est du Canada (deuxième lien dans tout le Canada) en 1986. En 1989, tout en étudiant et en travaillant comme administrateur de systèmes pour le département « School of Computer Science » de l'université McGill, Emtage conçoit et met en œuvre la version originale d'Archie, le premier moteur de recherche du monde.
En 1992, Emtage avec Peter Deutsch fonde « Bunyip Information Systems », la première entreprise au monde qui a pour but de fournir des services d'information d'Internet avec une licence de la version commerciale d'Archie.
Emtage est un membre fondateur de l'Internet Society et a continué à créer et présider plusieurs groupes de travail à l'Internet Engineering Task Force (IETF), l'organisme de normalisation pour l'Internet. Il travaille avec d'autres pionniers comme Tim Berners-Lee, Marc Andreessen, Mark McCahill (créateur de Gopher) et Jon Postel. Alan Emtage a co-présidé le groupe de travail de l'IETF sur l'Identificateur de Ressource Uniforme qui a créé la norme pour les localisateurs uniformes de ressources (URL).
Le 18 septembre 2017, Emtage est considéré comme un « innovateur » par le Temple de la renommée d'Internet lors d'une cérémonie à Los Angeles,.
Emtage a donné des conférences sur « Internet Information Systems » et est directeur technique sur Mediapolis, une société d'ingénieurs web à New York.

## Travaux
- A. Emtage, P. Deutsch, archie - An Electronic Directory Service for the Internet Winter Usenix Conference Proceedings 1992. Pages 93–110.
- Michael F. Schwartz, Alan Emtage, Brewster Kahle, B. Clifford Neuman, A Comparison of Internet Resource Discovery Approaches, Computing Systems, Fall 1992, pp. 461–493, 5(4),
- P. Deutsch, A. Emtage, A. Marine, [rfc:1635 How to Use Anonymous FTP] (RFC1635, May 1994)
- Alan Emtage, "Publishing in the Internet environment", Proceedings of the Sixth Joint European Networking Conference, 1995
- Alan Emtage, "Can You Imagine A World Without Search?", Medium, September 2015